# Salakjit Ponsana
Salakjit Ponsana (ur. 14 lutego 1984, Tajlandia) – tajska badmintonistka. Uczestniczka Letnich Igrzysk Olimpijskich 2004 i 2008.